# Vladislav Listiev
Vladislav Nikolajevitj Listiev (ryska: Владислав Николаевич Листьев), född 10 maj 1956 i Moskva, död 1 mars 1995 i Moskva, var en rysk journalist.

## Biografi

### Karriär
Vlad Listiev var en av de populäraste journalisterna och nyhetsankarna i Ryssland (och var fortfarande välkänd år efter sin död) och var en av nyckelpersonerna i frambringandet av demokrati i rysk television. Han dök först upp på TV som en av programledarna i det liberala och framgångsrika Vzgljad ('Synen'), ett satiriskt TV-program som sändes en gång i veckan under slutet av 1980-talet och som sågs av 100 miljoner TV-tittare. De övriga nyhetsankarna var Artjom Borovik, Jevgenij Dodolev, Aleksandr Ljubimov, Aleksandr Politkovskij och Dmitrij Zacharov.
Han var också den förste programledaren i Pole Tjudes, den ryska versionen av Lyckohjulet, som blev väldigt populärt.
Efter Vzgljads succé grundade Listiev och hans kollegor TV-företaget VID, som skulle komma att producera program för Pervyj Kanal ('Kanal ett'), Sovjetunionens största TV-kanal, som senare kallades Ostankino och ORT. På VID startade Listiev ett antal nya TV-projekt: Pole Tjudes, Ugadaj melodju, Tema och Tjas Pik.

### Död
Listiev dödades kvällen den 1 mars 1995, endast en kort tid efter att ha blivit anställd på ORT. Han var på väg hem från en live-sändning av sitt kvällsprogram Tjas Pik när han sköts ihjäl på trappan till sin lägenhet. Värdeföremål och en stor summa pengar som Listiev hade på sig lämnades orörda, vilket ledde polisen till slutsatsen att mordet var ett politiskt eller affärsrelaterat lönnmord. Trots ett flertal uttalanden från polisen om att fallet var nära att bli löst, hittades varken mördaren eller de som beordrade dödandet.
Listievs död skapade ett ramaskri; ORT och ett antal andra ryska TV-kanaler stängdes ned för dagen under den 2 mars, och visade bara en bild på honom med texten "Vlajislav Listiev har blivit dödad". Ett antal dagar senare omorganiserades kanalen, och kom, efter ett antal inkarnationer, tillbaka som den regeringsstyrda Pervyj Kanal som ryska TV-tittare numera är bekanta med. Hans likvaka besöktes av tusentals personer.
Det har spekulerats kring anledning till mordet på Listiev. Två möjliga anledningar har fastslagits som mest sannolika: finansiellt eller politiskt. När Listiev fick mellanhandsreklambyråerna att gå i konkurs, fråntog han ett flertal affärsmän en källa till avsevärd förtjänst.
Den amerikanske journalisten Paul Klebnikov anklagade Boris Berezovskij, i en artikel i Forbes "Godfather of the Kremlin" från 1996, för att ha beordrat mordet på Listiev. Berezovskij sade att artikeln var "en rad lögner" och stämde tidningen. Berezovskij drog 2003 tillbaka sitt åtal för ärekränkning, efter att Forbes uttalande om att det inte fanns några bevis för att Berezovskij skulle ha beordrat mord på någon. Klebnikov, som publicerade en bok i ämnet under september år 2000, mördades den 24 april 2004.

## Utmärkelser
Asteroiden 4004 Listʹev är uppkallad efter honom.